# Oggersheim
Oggersheim (im örtlichen Dialekt Oggersche oder Oggerschum) ist mit gut 23.000 Einwohnern der größte Stadtteil und zugleich einer der zehn Ortsbezirke der Stadt Ludwigshafen am Rhein in Rheinland-Pfalz. Bis 1938 war er eine selbständige Gemeinde. Überregionale Bekanntheit erlangte Oggersheim als Wohnsitz des langjährigen Bundeskanzlers Helmut Kohl.

## Lage

### Geographie
Oggersheim befindet sich im Westen der Stadt Ludwigshafen am Rhein in der Oberrheinischen Tiefebene. Im äußersten Osten von Oggersheim verläuft in Süd-Nord-Richtung der Kreuzgraben.

### Klima
Der Jahresniederschlag beträgt 537 mm.

## Geschichte

### Frühgeschichte
Im Vergleich zu den anderen Ludwigshafener Stadtteilen hat Oggersheim die bedeutendste Frühgeschichte aufzuweisen. Schon um Christi Geburt stand im Raum des heutigen Stadtteils eine römische Villa, in deren Nähe eine römische Fernstraße aus Italien über Straßburg (Argentoratum), Speyer (Noviomagus) und Worms (Borbetomagus) nach Mainz (Mogontiacum) und weiter über Xanten (Vetera) bis an die Nordsee (Römische Rheintalstraße) führte.

### Mittelalter und Frühe Neuzeit
Oggersheim existierte bereits in den 60er Jahren des 8. Jahrhunderts.
Bereits um das Jahr 765 gab es ein fränkisches Königsgut, wie im Lorscher Codex beschrieben. 769 wurde eine Schenkung von Ackerland an das Kloster Lorsch dokumentiert.
Erste Erwähnung 4. März 769, Gerold/Gerolt schenkt dem Kloster Lorsch seinen Gesamtbesitz an Ackerland in Agridesheim marca et in Cogrishem. Am 18. März 846, Meginbirg schenkt dem Kloster Lorsch Wiesen in Agrisheim.
In den Jahren 891/914, wird erwähnt die Bewohner von Agersheim sind nach der Wormser Mauerbauordnung unterhaltspflichtig für einen Teil der Wormser Stadtmauer.
Diskussionen zwischen Lorscher und Weißenburger Quellenverzeichnissen über die frühmittelalterliche Namensgebung von Oggersheim. (Agrisheim und Agridesheim/Egridesheim) Es finden sich drei Nennungen im Lorscher Kodex.
Diese frühe Namensgebung ist der Grund, warum im alten Oggersheimer Stadtwappen das „A“ in den Händen des Löwen gehalten wird.
Bis zum Jahr 911 hatte das elsässische Kloster Weißenburg die Grundherrschaft inne. Später ging Oggersheim als Lehen von den Saliern an die Grafen von Leiningen. Bereits zur Leininger Zeit im Jahr 1289 hatte Oggersheim Stadtrechte. Oggersheim war mit einer Stadtmauer mit zwei und Anfang des 18. Jahrhunderts mit drei Stadttoren befestigt. Die Grafen von Leiningen verkauften ihren Lehnsbesitz rund um Oggersheim im Jahr 1323 an die Pfalzgrafen. Im Jahr 1346 wird erstmals ein Pfarrer in Oggersheim erwähnt. Die mittelalterliche Kirche war dem heiligen Kilian geweiht.
Oggersheim entwickelte sich zu einem Amtssitz einer kurpfälzischen „Oberschultheißerei“, einer Art Landkreis.
Um den 10. Juni 1525 erreichte der Pfälzische Bauernkrieg die etwa 500 Einwohner zählende Stadt, als der in Winzingen bei Neustadt gebildete „Vereinigte Neustadter Haufen“ Oggersheim als ersten Ort auf seinem Zug besetzte. Anschließend zog der Haufen weiter in Richtung Nordwesten über Städte wie Lambsheim und Freinsheim und die Burgen und Schlösser Dirmstein, Neu- und Altleiningen.

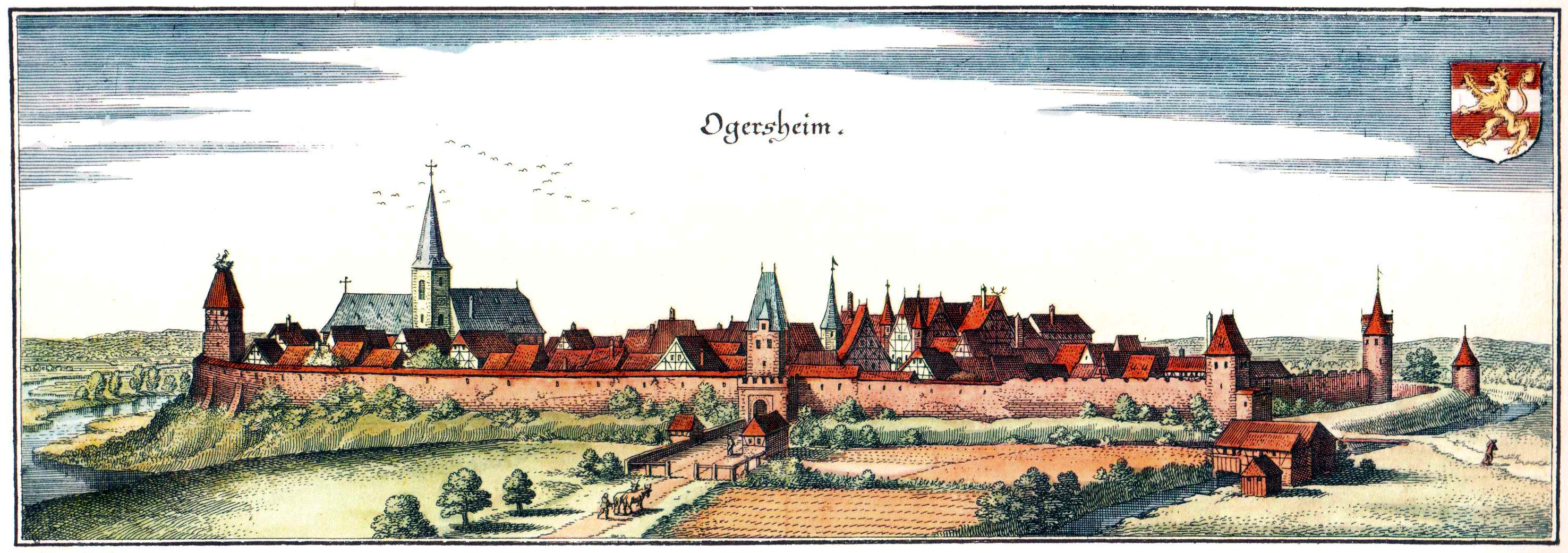
Oggersheim um 1650, noch Ogersheim genannt

Im Dreißigjährigen Krieg besetzte der spanische General Ambrosio Spinola im Sommer 1620 die linksrheinische Unterpfalz; im Frühjahr 1621 kehrte er nach Brüssel zurück und übertrug Don Córdoba den dortigen Oberbefehl. Córdoba belagerte 1621 Frankenthal, musste die Belagerung am 25. Oktober aber abbrechen, als Ernst von Mansfeld aus der Oberpfalz heranzog. Im Zuge dieser Auseinandersetzungen bedrohte das kaiserliche Heer auch Oggersheim, das durch den heldenhaften Einsatz von Hans Warsch vor der Zerstörung verschont wurde.
1689 wurde Oggersheim im Pfälzischen Erbfolgekrieg verwüstet.

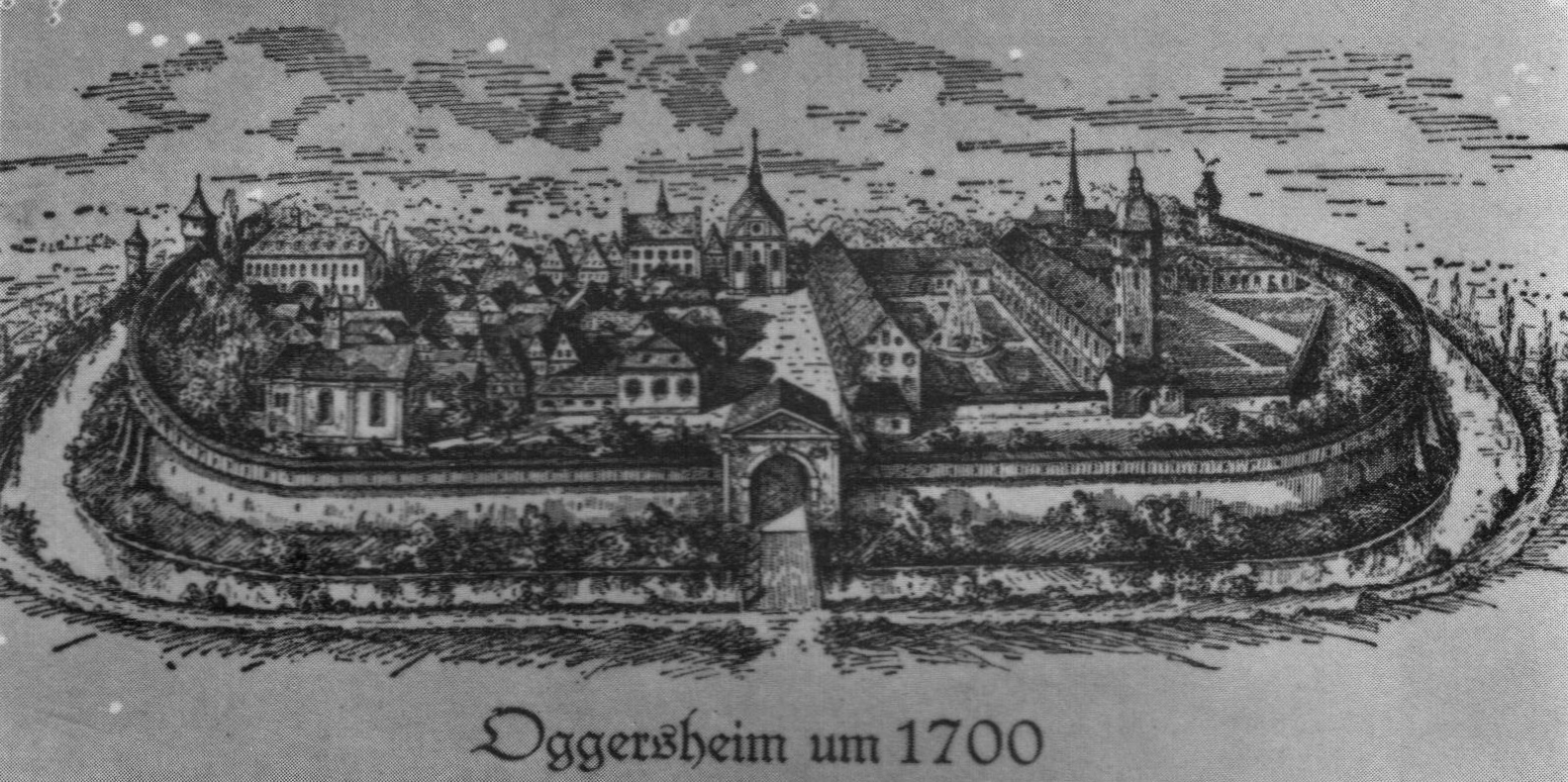
Oggersheim um 1700

### Neuere Stadtentwicklung
Bis Ende des 18. Jahrhunderts gehörte Oggersheim zur Kurpfalz. Von 1798 bis 1814, als die Pfalz Teil der Französischen Republik (bis 1804) und anschließend Teil des Napoleonischen Kaiserreichs war, war der Ort in den Kanton Mutterstadt eingegliedert und besaß eine eigene Mairie. 1815 hatte die Stadt ca. 1400 Einwohner. Im selben Jahr wurde sie Österreich zugeschlagen, um bereits ein Jahr später – wie die gesamte Pfalz – in das Königreich Bayern zu wechseln. Von 1818 bis 1862 gehörte Oggersheim dem Landkommissariat Speyer an, aus welchem das Bezirksamt Speyer  hervorging. Ab 1886 war es Bestandteil des neu geschaffenen Bezirksamt Ludwigshafen.
Das heutige im klassizistischen Stil erbaute Rathaus entstand 1839/1840 auf dem Marktplatz neben der ehemaligen reformierten Kirche als Ersatz für das alte Rathaus, das der Verkehrsentwicklung im Knotenpunkt der Straßen von Mannheim nach Frankenthal und Speyer im Weg stand. Der Bau wurde allerdings in den 1980er Jahren durch eine an seine Nordseite angebaute Terrasse im Zuge der Verkehrsberuhigung in seinem Erscheinungsbild beeinträchtigt.
Heinrich Treiber (SPD) amtierte von 1920 bis 1933 als erster hauptamtlicher Bürgermeister Oggersheims, bis er von den Nationalsozialisten zwangsbeurlaubt und zwangspensioniert wurde. In der NS-Zeit wurde das bebaute Gemeindegebiet durch den Bau der Siedlung Notwende als BASF-Werkssiedlung (1934–1937) erheblich erweitert. Am 1. April 1938 wurde die Stadt Oggersheim nach Ludwigshafen am Rhein eingemeindet, letzter Bürgermeister war Erich Lauterbach (NSDAP). Ortsvorsteher des neuen Stadtteils Ludwigshafens war bis 1945 Philipp Eiselstein (NSDAP).
Nach dem Zweiten Weltkrieg war Ernst Lorenz (SPD; Betriebsratsvorsitzender bei der BASF) von 1945 bis 1956 Vorsteher der Außenstelle der Stadtverwaltung Ludwigshafen und danach Friedrich Bassemir (1892–1969) von 1956 bis 1969 Ortsvorsteher in Oggersheim. Vor der Machtübernahme der Nazis war Bassemir von 1920 bis 1933 Bürgermeister in Bad Dürkheim-Hardenburg; im März 1933 wurde er inhaftiert.
In den 1960er Jahren entstanden die Wohngebiete Oggersheim-West und an der Langewanne die Neue Heimat. Anfang der 1990er wurde der Ortskern als Sanierungsgebiet aufgenommen und im Zentrum am Rathaus die Verkehrsführung zugunsten des ÖPNV sowie des Rad- und Fußgängerverkehrs geändert. Ebenfalls in den 1990er Jahren wurde die Notwende durch das Neubaugebiet Melm erheblich vergrößert.
Im Jahr 2000 wurde Oggersheim-West in das Städtebauförderprogramm Soziale Stadt aufgenommen. Ziel war es, die Lebensqualität in diesem Stadtteil zu verbessern, der durch Hochhausbebauung, demografischen Wandel und soziale Herausforderungen geprägt ist. Maßnahmen umfassten die Verbesserung der Wohnsituation, die Förderung von Bildungseinrichtungen und die Stärkung des sozialen Zusammenhalts.

## Wappen
| Wappen von Oggersheim | Blasonierung: „In Blau ein silberner Balken, belegt mit einem rotbewehrten und -bezungten goldenen Löwen, ein silbernes Gemarkungszeichen in der Form des Großbuchstabens A in den Pranken haltend.“ |
| Wappen von Oggersheim | |

## Religionen
Angehörige von evangelischer und römisch-katholischer Kirche, Angehörige anderer Konfessionen und Religionen und Konfessionslose verteilen sich in Oggersheim nach einer amtlichen Statistik mit 20,5 % auf evangelisch; römisch-katholisch auf 26,5 % und sonstige Konfessionen und Religionen und Religionslose auf 53 %.

### Evangelische Kirche
1556 wurde mit dem Religionserlass von Alzey in der Kurpfalz das reformierte Bekenntnis eingeführt. Die Reformierten bauten erst 1759 eine eigene Kirche, während die Lutheraner 1779 ihren Kirchenbau fast zeitgleich mit dem Bau der katholischen Wallfahrtskirche errichteten. Mit der Kirchenunion der beiden protestantischen Konfessionen der Pfalz von 1818 wurde die bis dahin reformierte Kirche gemeinsam genutzt, das Kirchengebäude der Lutheraner 1820 abgerissen. Nach dem Bau der protestantischen Markuskirche im Jahre 1898 wurde das ehemals reformierte Kirchengebäude 1900 verkauft und 1934 ebenfalls abgerissen.
Ende der 1960er Jahre wurde das evangelische Gemeindezentrum Comeniuskirche eingerichtet, Ende der 1980er Jahre in der Notwende die Jakobuskirche Heute verfügt Oggersheim über zwei Pfarrämter, die zum Kirchenbezirk Ludwigshafen gehören.

### Katholische Kirche
1707 behielten die Katholiken durch die Pfälzische Kirchenteilung die Kilianskirche, die bis dahin fast zehn Jahre als Simultankirche genutzt werden sollte. Sie wurde 1804 abgerissen. 1773–1777 erfolgte der Bau der Wallfahrtskirche Maria Himmelfahrt, deren Pfarrei heute ca. 4200 Gemeindeglieder umfasst. Zum Pfarrgebiet der Wallfahrtskirche gehört auch ein Kloster der Franziskanerminoriten.
Im Zuge der Ortserweiterung in den 1960er Jahren entstanden als neue Kirchengemeinden die katholische Kirche Christ König und in der Notwende folgte 1973/74 die katholische Kirche Heilige Familie, die dem Pfarrbezirk Maria Himmelfahrt zugehörig ist.

### Neuapostolische Kirche
In den 1930er Jahren versammelte sich die Gemeinde an der Adresse Schillerstraße 7. Die Kirche der Neuapostolischen Gemeinde Ludwigshafen–Oggersheim befindet sich in der Schillerstraße 69 und stammt aus dem Jahr 1960.

### Muslime
Für die Oggersheimer Muslime, überwiegend Einwanderer aus muslimischen Ländern wie der Türkei, Marokko und ihre Nachkommen, bestehen zwei Moscheen, die Kocatepe Camii in der Wormser Straße und Dar'ul Erkam (Rheinhorststraße) in der Notwende.

## Politik

### Ortsbeirat
Politisches Gremium für den Ortsbezirk ist der Ortsbeirat Oggersheim und die Ortsvorsteherin. Der Ortsbeirat hat 15 Mitglieder. Er ist zu allen wichtigen, den Ortsbezirk betreffenden Fragen zu hören.
| Mitglied            | Partei     | Funktion            |
| ------------------- | ---------- | ------------------- |
| Sylvia Weiler       | SPD        | Ortsvorsteherin     |
| Ursula König        | SPD        | Fraktionssprecherin |
| Doris Barnett       | SPD        | Mitglied            |
| Barbara Baur        | SPD        | Mitglied            |
| Mazlum Copurkuyu    | SPD        | Mitglied            |
| Monika Knaul        | SPD        | Mitglied            |
| Alexander Weih      | CDU        | Fraktionssprecher   |
| Daniel Beiner       | CDU        | Mitglied            |
| Karin Leidig        | CDU        | Mitglied            |
| Birgit Stauder      | CDU        | Mitglied            |
| Andreas Unger       | CDU        | Mitglied            |
| Christian Brückmann | DIE GRÜNEN | Fraktionssprecher   |
| Johannes Moeller    | DIE GRÜNEN | Mitglied            |
| Erik Rittmann       | FDP        | Mitglied            |
| Bianca Kleine-Wilde | FWG        | Mitglied            |

Zur Entstehung der Zusammensetzung des Ortsbeirats siehe auch die Ergebnisse der Kommunalwahlen in Ludwigshafen am Rhein.

### Ortsvorsteher
Sylvia Weiler (SPD) wurde 2019 Ortsvorsteherin von Oggersheim. Bei einer Stichwahl am 16. Juni 2019 setzte sie sich mit einem Stimmenanteil von 61,36 % durch. Diese Wahl war notwendig geworden, nachdem bei der Kommunalwahl am 26. Mai 2019 keiner der ursprünglich fünf Bewerber die notwendige Mehrheit erreicht hatte. Weiler ist damit die Nachfolgerin von Barbara Baur (SPD), die nicht mehr kandidiert hatte. Auch 2024 musste Sylvia Weiler sich wieder einer Stichwahl stellen. Am 23. Juni setzte sie sich mit einem Stimmenanteil von 57,5 % gegen den CDU-Bewerber Andreas Gebauer durch, nachdem bei der Kommunalwahl am 9. Juni 2024 keiner der ursprünglich sechs Bewerber die notwendige Mehrheit erreicht hatte.

## Bildung
Mit der Schlossschule wurde 1822 an der Stelle der Kilianskirche ein neues Schulhaus errichtet, sie erhielt 1856 mit einem zweiten Bau, der Maxschule, zusätzliche Räume und wurde 1883 mit einem weiteren Stockwerk versehen. 1900 wurde zunächst mit der Luitpoldschule, benannt nach Luitpold von Bayern, das erste, zehn Jahre später mit der Schillerschule das zweite Gebäude der heutigen Schillerschule am ehemaligen Standort der luth. Kirche gebaut. In der Notwende erhielt die dortige Volksschule 1965 den Namen Karl Kreuter, die Langgewannschule im Langgewann-Viertel nahm Ende 1969 ihren Schulbetrieb auf. Die Realschule plus Adolph Diesterweg befindet sich im westlichen Teil von Oggersheim.
Ende der 1970er und Anfang 1980er Jahren entstanden das Zentrum für Körperbehinderte und die Integrierte Gesamtschule, benannt nach Ernst Bloch in Oggersheim-West und die Tagesförderstätten.

## Kultur, Sehenswürdigkeiten, Tourismus

### Oggersheimer Schloss

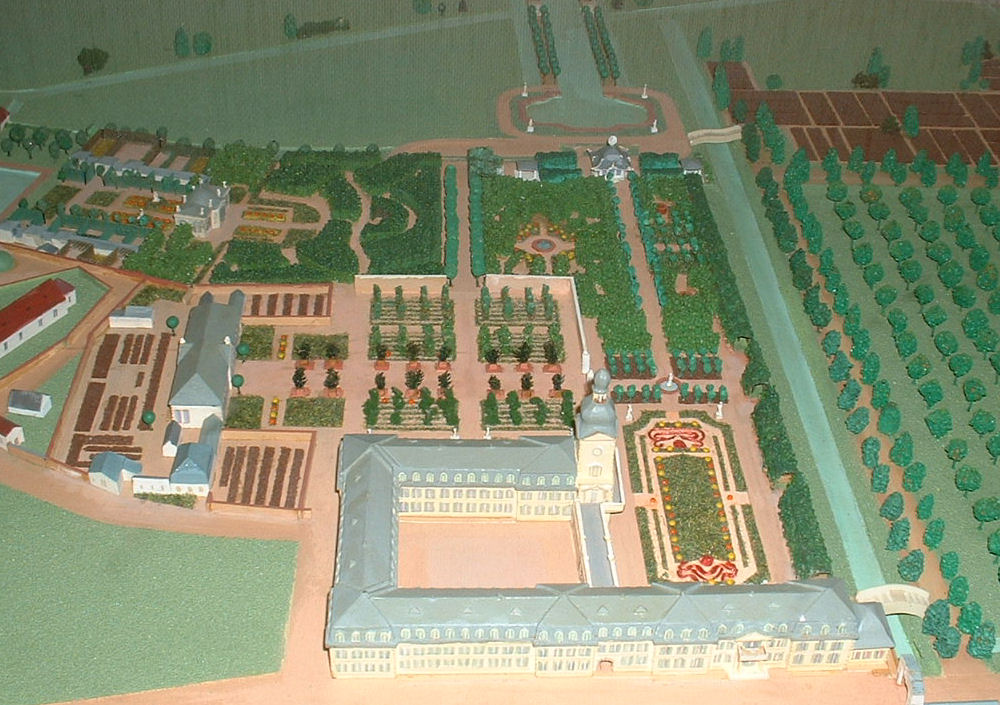
Modell des ehemaligen Schlosses

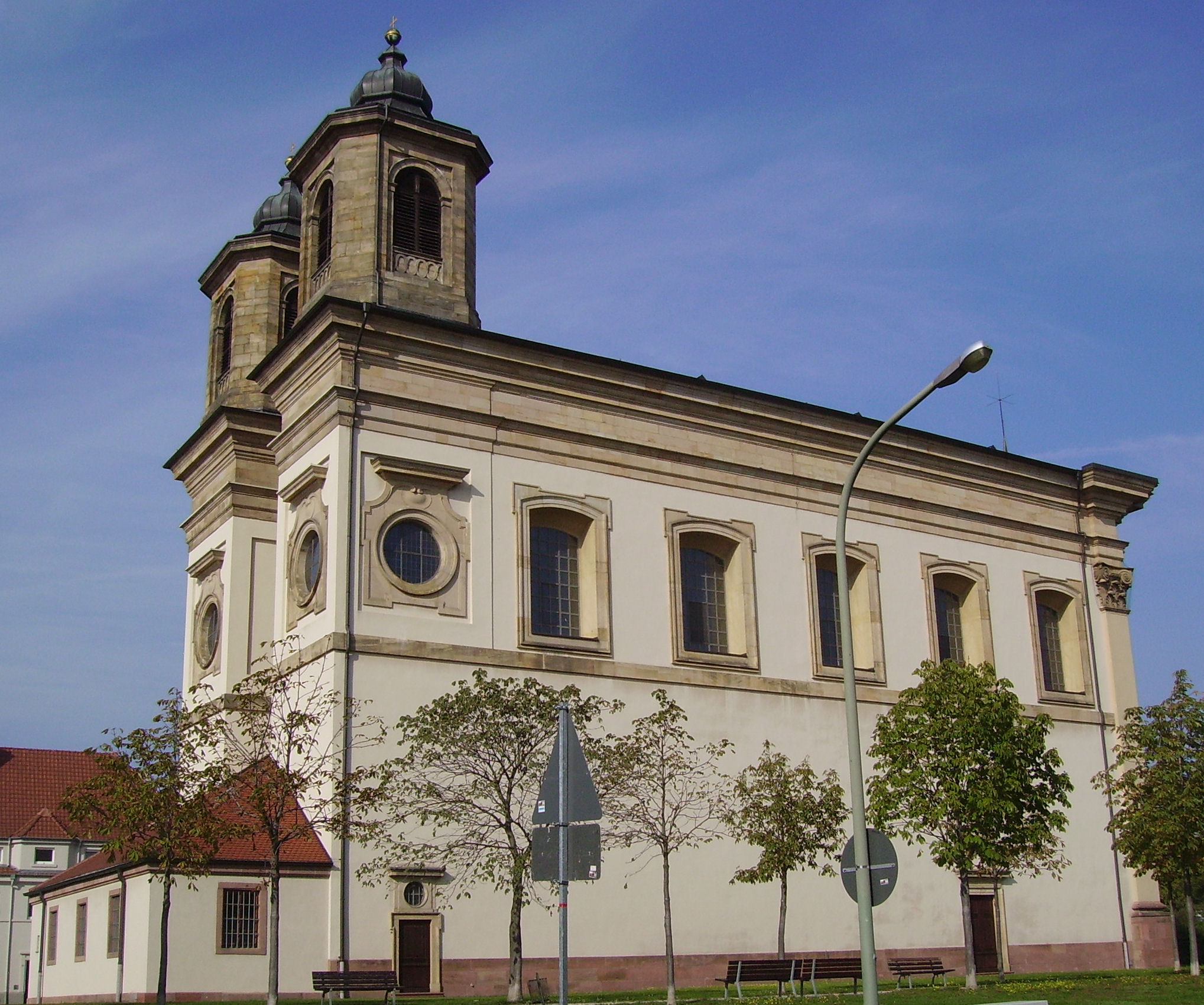
Wallfahrtskirche

Ab 1720 ließ Pfalzgraf Joseph Karl von Pfalz-Sulzbach, Erbprinz von Sulzbach (1694–1729) in Oggersheim ein Lustschloss erbauen. Auch eine barocke Loretokapelle wurde 1729 als Teil des Schlosses erbaut. Nach dem Tod Joseph Karls 1729 wurde das Schloss 22 Jahre lang nicht benutzt, bis 1751 Pfalzgraf Friedrich Michael von Pfalz-Birkenfeld Oggersheim zu seinem Sommersitz machte, den Bau bis 1757 nach Plänen von Nicolas de Pigage umbauen und vollenden ließ und einen großen Barockgarten im französischen Stil anlegte, der nach der Mode der Zeit auch verschiedene Pavillons, Garten- und Badhäuser sowie eine große Orangerie erhielt.
1767 kaufte der Mannheimer Kurfürst Karl Theodor die Anlage und schenkte sie 1768 seiner ihm zunehmend entfremdeten Ehefrau Elisabeth Auguste, die bis 1793 mit einem Gefolge von über 100 Personen dort wohnte, anfänglich nur im Sommerhalbjahr, später dann ganzjährig. Sie machte das Oggersheimer Schloss zu einem Treffpunkt von Wissenschaft und Kunst und gab viele Feste, die von Theater- und Musikvorführungen begleitet wurden. Als der Kurfürst im Jahr 1778 die bayerische Thronfolge antrat und seine Residenz nach München verlegte, blieb Elisabeth in Oggersheim, das noch eine Weile wirtschaftlich von der fürstlichen Hofhaltung profitierte.
Im Jahr 1793 erreichten die französischen Revolutionstruppen die Pfalz und Anfang 1794 auch Oggersheim. Die alte Kurfürstin war bereits nach Weinheim geflohen, wo sie im Sommer 1794 starb. Im Oggersheimer Schloss hausten die Soldaten, die die Zimmer mit offenen Feuern heizten, wobei schließlich durch grenzenlosen Leichtsinn der ganze Komplex abbrannte. Die wenigen verbliebenen Baureste wurden kurz darauf ebenfalls zerstört. Heute ist nur noch der Keller des Kavalierflügels erhalten, der mit einem eingeschossigen Nachfolgebau mit Walmdach des 19. Jahrhunderts überbaut ist. Im 20. Jahrhundert wurde dieser Bau für Wohnungen genutzt, bis im Jahr 1980 die katholische Pfarrei Maria Himmelfahrt dort das Pfarrzentrum Adolph Kolping einrichtete.

### Wallfahrtskirche Maria Himmelfahrt
Die Schloss- und Wallfahrtskirche Mariä Himmelfahrt ist das bedeutendste Bauwerk Oggersheims. Ab 1774 ließ Elisabeth Auguste die Loretokapelle nach Plänen von Peter Anton von Verschaffelt mit der heutigen Wallfahrtskirche überbauen. Diese Kirche überstand als einziger Teil der Schlossanlage den von französischen Truppen 1794 ausgelösten Brand. Sie gilt als bedeutendstes Baudenkmal des vorindustriellen Zeitalters im Stadtgebiet von Ludwigshafen.

## Öffentliche Einrichtungen

### BG-Unfallklinik
Die Berufsgenossenschaftliche Unfallklinik in Oggersheim ist international als Spezialklinik für Verbrennungsopfer bekannt. Bei der Bewältigung der großen Anzahl an schwer- und schwerstverbrannten Opfern des Flugtagunglücks von Ramstein 1988 nahm die Klinik eine führende Rolle ein. Prominente Patienten waren u. a. Niki Lauda nach seinem schweren Formel-1-Unfall sowie Heinz-Harald Frentzen nach seinem leichten Formel-1-Unfall 2005.

### Museen
Das bereits genannte Schillerhaus ist ein kommunales Museum, das dem Dichter Friedrich Schiller gewidmet ist.

## Wirtschaft und Infrastruktur

### Verkehr
Mit Eröffnung der Strecke Mainz–Ludwigshafen erhielt Oggersheim 1853 den Anschluss an die Eisenbahn. Die erste Straßenbahn fuhr Oggersheim vom Ludwigshafener Luitpoldplatz aus ab 1912 an, im Jahr darauf wurde die Rhein-Haardtbahn nach Bad Dürkheim eröffnet. Die Trassenführung wurde im März 1983 aus der Frankenthaler Straße heraus verlegt.
Am südlichen Rand des Siedlungsgebiets verläuft die Bundesautobahn 650. Im Zuge der Verkehrsplanung im Raum Vorderpfalz/Ludwigshafen wurde die B 9 ab Frankenthal Mitte bis Ende der 1960er Jahre vierspurig ausgebaut. Die Schnittstelle beider Straßen bildet das südwestlich der Bebauung gelegene Oggersheimer Kreuz.

### Wirtschaft
Die Privatbrauerei Gebr. Mayer oHG ist eine Brauerei im Ludwigshafener Stadtteil Oggersheim. Sie wurde 1846 gegründet und gilt als älteste Brauerei der Pfalz und zugleich als am längsten bestehendes Unternehmen in Ludwigshafen. Seit Gründung befindet sich die Brauerei in Familienbesitz.
Eine Mitte des 18. Jahrhunderts gegründete Brauerei gilt als Vorläufer der Brauerei Treiber. Sie wurde seit Anfang 1900 von der Familie Treiber betrieben. 1825 entstand eine kleine Salmiakfabrik („Saumhof“), die sich Anfang der 1870er zu einer Eisengießerei und Maschinenfabrik der Schütze AG entwickelte. Sie wurde 1922 von den Kölsch-Fölzer-Werken übernommen und 1964 an die Eisenwerke Kaiserslautern verkauft. Das Gebäude wurde 1977 abgerissen. Südlich davon am Rande des Maudacher Bruchs wurde 1970 ein Wasserwerk der Technischen Werke Ludwigshafen in Betrieb genommen. Eine weitere Brauerei vor Ort war die Brauerei Ganß.
1855 wurde mit dem Bau der Mechanischen Baumwollspinnerei und Weberei (Ludwigshafener Sametfabrik) begonnen, 1856 der Eckstein durch den ehemaligen König Ludwig I. von Bayern gelegt. Im Zuge der Industrialisierung und der damit verbundenen Ausbeutung der Arbeiterklasse kam während eines Streiks in der Samtfabrik 1871 in Oggersheim unter der Führung von Josef Queva (1849–1929) die erste größere Versammlung der pfälzischen Sozialdemokratie (Allgemeiner Deutscher Arbeiterverein) zusammen, die zur Gründung des ersten Ortsvereins des ADAV der Pfalz führte.
1852 bauten König & Herf eine Essig- und Essighefefabrik und eine Brennerei. Sie betrieben dann um 1916 eine Mälzerei, die Mühle feierte 1952 ihr 100-jähriges Bestehen.
1937 übersiedelte die 1890 gegründete Firma Gulde (Mess- und Regeltechnik) aus Ludwigshafen nach Oggersheim (Betrieb bis 2007).
Ende der 1990er Jahre eröffnete der erste Fachmarkt im Gewerbegebiet Oggersheim westlich der B 9 (Ökologischer Dienstleistungspark Ludwigshafen Oggersheim Westlich B 9). 2007 erfolgte die Umbenennung in Einkaufspark Oggersheim und umfangreiche Baumaßnahmen für die Verkehrslenkung und für den Lärmschutz wurden getätigt.

## Persönlichkeiten

### Söhne und Töchter des Ortes
- Eduard von Heuss (1808–1880), Maler
- Philipp Victor Pauli (1836–1920), Chemiker, Gründer der Fabrik Mannheim-Rheinau und Vorstand der Farbwerke Hoechst
- Franz Xaver Schädler (1852–1913), Domkapitular in Bamberg, Abgeordneter des Zentrums im Bayerischen Landtag und im Deutschen Reichstag, dort bis 1913 stellvertretender Fraktionsvorsitzender
- Josef Huber (1860–1940), Politiker (SPD)
- Georg Metz (1867–1936), Politiker (SPD)
- Ludwig Neu (1891–1976), Landrat
- Karl Gortner (1895–1952), NSDAP-Politiker und Oberbürgermeister in Neumarkt in der Oberpfalz
- Ernst Lorenz (1901–1980), Gewerkschafter und Politiker (SPD)
- Bruno Thiebes (1906–1993), römisch-katholischer Prälat, Domdekan in Speyer
- Artur Karl Maerthesheimer (1908–2006), Bildhauer
- Hermann Hammerle (1909–?), Jurist
- Norbert Roske (* 1937), Politiker (GRÜNE)
- Lorenz Horr (1942–2023), Fußballspieler
- Heinz Kiehl (1943–2016), Ringer
- Gerd Volz (1944–2010), Ringer
- Napoleon Seyfarth (1953–2000), Autor und Anti-AIDS-Aktivist
- Volker Unglaub (* 1955), Fernschachspieler
- Edgar Naujok (* 1960), Politiker (AfD)
- Johannes Klomann (* 1976), Politiker (SPD)
- Micha Klapp (* 1979), politische Beamtin (SPD)

### Sonstige mit Oggersheim verbundene Personen
- Adolf von der Pfalz (1300–1327), Titular-Pfalzgraf, wohnte hier 1326 und erhob Oggersheim zur Stadt
- Hans Warsch war ein Schafhirt, der im 17. Jahrhundert in Oggersheim lebte. Er wurde bekannt durch eine Geschichte, die sich während der Belagerung Oggersheims während des Dreißigjährigen Kriegs zutrug.
- Elisabeth Auguste von Pfalz-Sulzbach (1721–1794), Kurfürstin von der Pfalz und von Bayern. Hatte ihren Wohnsitz im Oggersheimer Schloss
- Heinrich Theodor von Hallberg (1725–1792),  Reichsgraf und kurpfälzischer und kurpfalz-bayerischer Diplomat, kam 1788 in Besitz der örtlichen Familiengüter
- Friedrich Schiller (1759–1805) verbrachte auf seiner Flucht im September 1782 sieben Wochen in Oggersheim (im heutigen Schillerhaus),[15] wo er u. a. Kabale und Liebe schrieb. Von Geldsorgen geplagt, hoffte er vergeblich auf einen Vorschuss des Mannheimer Theaters für Die Verschwörung des Fiesco zu Genua. Unterstützt wurde er durch seinen Freund, den Musiker Andreas Streicher, der ihm seine Barmittel überließ, die er für seine eigene musikalische Ausbildung verwenden wollte. Schillerhaus

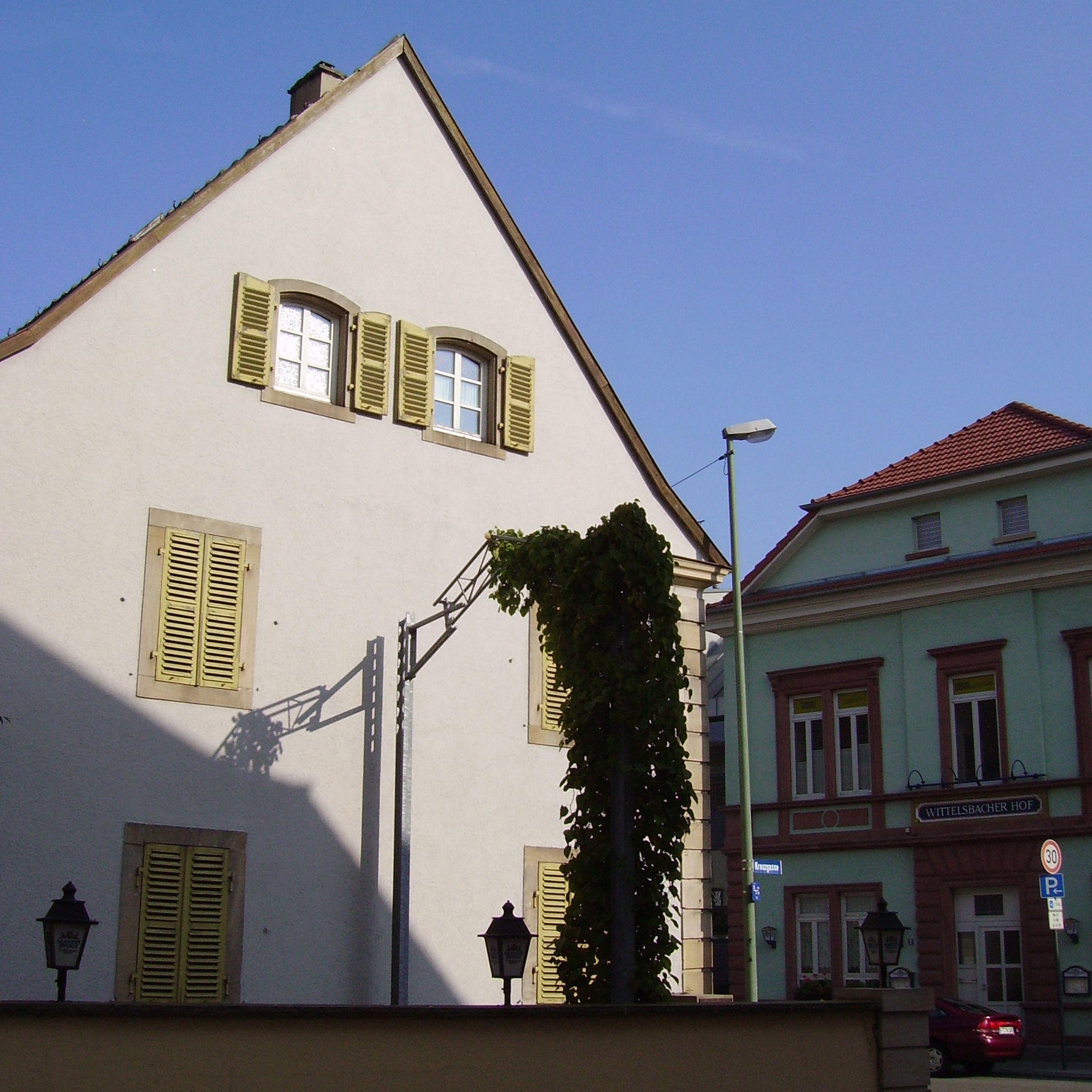
Schillerhaus

- Andreas Streicher (1761–1833), Musiker und Klavierbauer. Begleitete Friedrich Schiller bei dessen Aufenthalt in Oggersheim
- Nicolas de Massias (1764–1848), französischer Diplomat, Philosoph und Literat, als ehemaliger Gesandter am badischen Hof zog sich zunächst 1804 ins Privatleben zurück, erwarb Land in Oggersheim und baute das repräsentative Gebäude der heutigen Privatbrauerei Gebr. Mayer
- Friedrich Hölderlin (1770–1843), besuchte im Juni des Jahres 1788 von Mannheim kommend Oggersheim und Frankenthal
- Philipp Jakob Siebenpfeiffer (1789–1845), wohnte 1831 in Oggersheim und gab hier den wenig später verbotenen Westboten heraus.
- Karl Ludwig Bernays (1815–1876), revolutionärer Journalist, verbrachte seine Kindheit und erste Schulzeit in Oggersheim und wohnte mit seiner Familie auf einem Landgut (heute Hauswirtschaft Brauerei Gebrüder Mayer)
- Josef Queva (1849–1929), Arbeiterführer, Organisator des Streiks von 1871 in der Samtfabrik
- Karl Anton Kreuter (1876–1965), Lehrer und Heimatforscher, nach ihm sind in Oggersheim eine Schule und eine Straße benannt.
- Karl Ritter (1916–1994), Politiker (SPD), war zeitweise Rektor der Adolf-Diesterweg-Schule in Oggersheim
- Helmut Kohl (1930–2017), Bundeskanzler, hatte seit 1971 seinen Wohnsitz in Oggersheim und empfing dort ab 1982 Staatsgäste wie Margaret Thatcher, George H. W. Bush, Boris Jelzin oder Bill Clinton Helmut Kohl (1978)

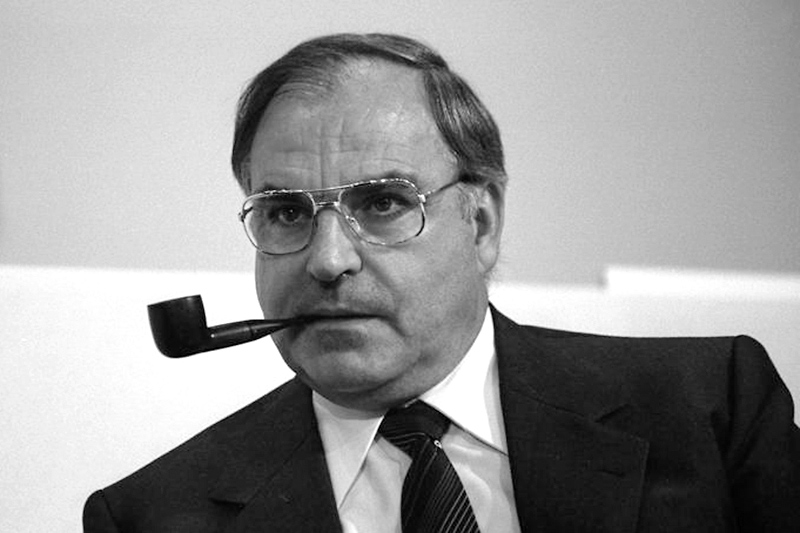
Helmut Kohl (1978)

- Hans-Otto Scholl (* 1933), Politiker (FDP), lebte vor seiner Verhaftung in Oggersheim
- Hans Beckmann (* 1959), Politiker (SPD), war ab 1988 Lehrer an der Integrierten Gesamtschule Ernst Bloch
- Hasan Özdemir (* 1963) ist ein deutschsprachiger Lyriker und Erzähler aus Oggersheim
- Silke Rottenberg (* 1972), deutsche Fußballnationalspielerin (1993–2008) wohnte in ihrer Zeit als Nationaltorhüterin auch in Oggersheim
- Daniela Katzenberger (* 1986), Reality-TV-Teilnehmerin, Gastronomin, Model und Sängerin, verbrachte ihre Kindheit in Oggersheim

### Bibliografie
- Jürgen Nürnberger: Städtebibliographie Ludwigshafen am Rhein. Nürnberger, Ludwigshafen am Rhein, Bd. 1. 1990 (1993) – 5/6. 2006/15 (2022), ISSN 0941-7141 (enthält in den einzelnen Bänden jeweils den Abschnitt „Oggersheim“).

### Zeitungen
- Stefan Mörz: Vom Westboten zur Rheinpfalz. Die Geschichte der Presse im Raum Ludwigshafen von den Anfängen bis zur Gegenwart. Stadtarchiv, Ludwigshafen 1994, ISBN 3-924667-23-3 (besonders S. 53–56, 137–138).
- Oggersheimer Anzeiger. Lokal-Anzeigenblatt und Organ für die Interessen der Stadt Oggersheim. Amtsblatt der Bürgermeisterei Oggersheim. 1912–1975, 26. (Ab 1950, 18 u.d.T.: Oggersheimer Zeitung.) ZDB-ID 1276275-1; ZDB-ID 1309712-x.
- Aus vergangenen Tagen. Beilage zum Oggersheimer Anzeiger. 1927–1934. ZDB-ID 2195202-4.

### Ortsgeschichte
- Ogersheim oder Oggersheim. In: Johann Heinrich Zedler: Grosses vollständiges Universal-Lexicon Aller Wissenschafften und Künste. Band 25, Leipzig 1740, Sp. 950.
- Martin Josef Mörschell: Geschichte Oggersheims und des daselbst neu gegründeten Minoritenklosters. Selbstverlag, Oggersheim 1844 (Online).
- Karl Kreuter: Geschichte der Stadt Oggersheim. Selbstverlag, Oggersheim 1910. (Nebst) Ergänzungen 1923 und 1948.
- Karl Kreuter (Hrsg.): Die Oggersheimer Güter und anderes aus der Heimatkunde. Sonderdruck der zum „Oggersheimer Anzeiger“ erscheinenden Beilage „Aus vergangenen Tagen“ vom November 1930 bis Juni 1934. Riebsam, Oggersheim 1934 (Die Beiträge sind von Karl Kreuter verfasst).
- Karl Kreuter: Kurze Heimatkunde von Oggersheim. Selbstverlag, Ludwigshafen-Oggersheim 1939 (2. [bearb.] Aufl. Riebsam, Ludwigshafen a. Rh. 1955).
- Theodor Karst: Die Oberschultheißerei Oggersheim. Pfalzgräflich-kurpfälzische Territorialpolitik und Verwaltung im Gebiet von Stadt und Kreis Ludwigshafen. Verlag der Arbeitsgemeinschaft für Pfälzische Familien- und Wappenkunde e. V., Ludwigshafen a. Rh. 1968.
- Karl Kreuter: Aus der Chronik von Oggersheim. 4. erw. Aufl. Hrsg. von Siegfried Fauck. Stadtarchiv, Ludwigshafen 1983 (1. Aufl. 1963).
- Aus Oggersheimer neuerer Geschichte. Heimatkundlicher Arbeitskreis, Ludwigshafen-Oggersheim 1986.
- Betrachtungen und Ergänzungen zur Geschichte Oggersheims. Heimatkundlicher Arbeitskreis, Ludwigshafen-Oggersheim 1987.
- Aus Oggersheims Vergangenheit. Heimatkundlicher Arbeitskreis, Ludwigshafen-Oggersheim 1991.
- Josef Queva: Der erste Ortsverein in der Pfalz – Erinnerung an die Gründung des Allgemeinen Deutschen Arbeitervereins in Oggersheim, in: Die Pfälzische Sozialdemokratie, hrsg. von Manfred Geis und Gerhard Nestler, Edenkoben 1999.
- Stefan Mörz, Klaus Jürgen Becker (Hrsg.): Geschichte der Stadt Ludwigshafen am Rhein. 2 Bände und Registerband. Stadtarchiv, Ludwigshafen 2003–05, ISBN 978-3-924667-35-1.

### Bildbände
- Oggersheim in alten Ansichten. Textbeiträge von Heinrich Laubenstein u. Reinhard Hauns. 2., erw. Aufl. Heimatkundlicher Arbeitskreis, Ludwigshafen-Oggersheim 1980.
- Oggersheim gestern und heute. Alte und neue Ansichten eines traditionsreichen Stadtteils. Mit Beiträgen von Käthe Koller (u. a.). Heimatkundlicher Arbeitskreis, Ludwigshafen-Oggersheim, 1992.

### Bevölkerung
- Oskar Poller: Oggersheimer Bürgerbuch. Die Einwohner von Oggersheim. 1584–1814. Arbeitsgemeinschaft Pfälzisch-Rheinische Familienkunde, Ludwigshafen/Rhein 1991.

### Kirchen
- Karl Kreuter: Festschrift zur 150–Jahrfeier der Pfarr- und Wallfahrtskirche zu Oggersheim. Katholisches Pfarramt, Oggersheim 1925.
- 200 Jahre Pfarr- und Wallfahrtskirche Maria Himmelfahrt, Ludwigshafen–Oggersheim. 3., geänd. Auflage. Pfarrgemeinderat Maria Himmelfahrt, Ludwigshafen-Oggersheim 1977.
- Jürgen Kaiser: Ludwigshafen–Oggersheim, Wallfahrtskirche Mariä Himmelfahrt. 2., neu bearb. Auflage. Schnell und Steiner, Regensburg 2002.
- Martin Josef Mörschell: Geschichte Oggersheims und des daselbst neu gegründeten Minoritenklosters. Selbstverlag, Oggersheim 1844 (Online).
- Ursula Gutzer: Die Oggersheimer Klosterkrippe. 2. Aufl. Heimatkundlicher Arbeitskreis, Ludwigshafen-Oggersheim 1986.
- Christ König Oggersheim. Pfarramt Christ König, Ludwigshafen-Oggersheim 1976.
- 100 Jahre Markuskirche Lu-Oggersheim. Hrsg. Prot. Kirchengemeinde. Ludwigshafen-Oggersheim 1998.

### Schloss
- Karl Kreuter: Kurfürstin Elisabeth Auguste von Pfalz-Bayern (1727–1794). Ein heimatgeschichtlicher Beitrag zum 700jährigen Jubiläum des Anfalles der Pfalz an das Haus Wittelsbach. Riebsam, Oggersheim 1914.
- Karl Lochner: Schloss und Garten Oggersheim 1720–1794. 2. Aufl. Pfälzische Gesellschaft zur Förderung der Wissenschaften, Speyer 1980.
- Holger Koch: Das Oggersheimer Schloß. Entstehung und Geschichte. Beschäftigung mit einem historischen Denkmal der näheren Umgebung. In: Aus Oggersheims Vergangenheit. Heimatkundlicher Arbeitskreis (Hrsg.), Ludwigshafen-Oggersheim 1991, S. 21–44.
- Stefan Mörz: Die letzte Kurfürstin. Elisabeth Augusta von der Pfalz, die Gemahlin Karl Theodors. Kohlhammer, Stuttgart 1997, ISBN 3-17-015006-5 (darin S. 102–174: Oggersheim).

### Schiller
- Oggersheim. In Albert Becker: Schiller und die Pfalz. Programm des K. Humanistischen Gymnasiums Ludwigshafen a. Rhein 1906/07. Waldkirch, Ludwigshafen am Rhein, 1907, S. 5–24 (= Beiträge zur Heimatkunde der Pfalz. 1; Online).
- Richard W. Gassen (Katalog): Friedrich Schiller in Oggersheim 1782–1982. Eine Ausstellung des Stadtmuseums Ludwigshafen am Rhein im Schillerhaus, Ludwigshafen-Oggersheim ..., 9. Oktober 1982 bis 23. Dezember 1982. Stadtmuseum, Ludwigshafen 1982.
- Peter Ruf: Friedrich Schiller in Oggersheim. In: SchillerZeit in Mannheim. [Zur Ausstellung SchillerZeit in Mannheim, Reiss-Engelhorn-Museen Mannheim D 5, 17. September 2005 bis 29. Januar 2006.] Hrsg. von Alfred Wieczorek und Liselotte Homering. Reiss-Engelhorn-Museen, Mannheim 2005, ISBN 3-8053-3554-7, ISBN 3-8053-3555-5, S. 65–71.